# Gerrit Hooft (1684-1767)

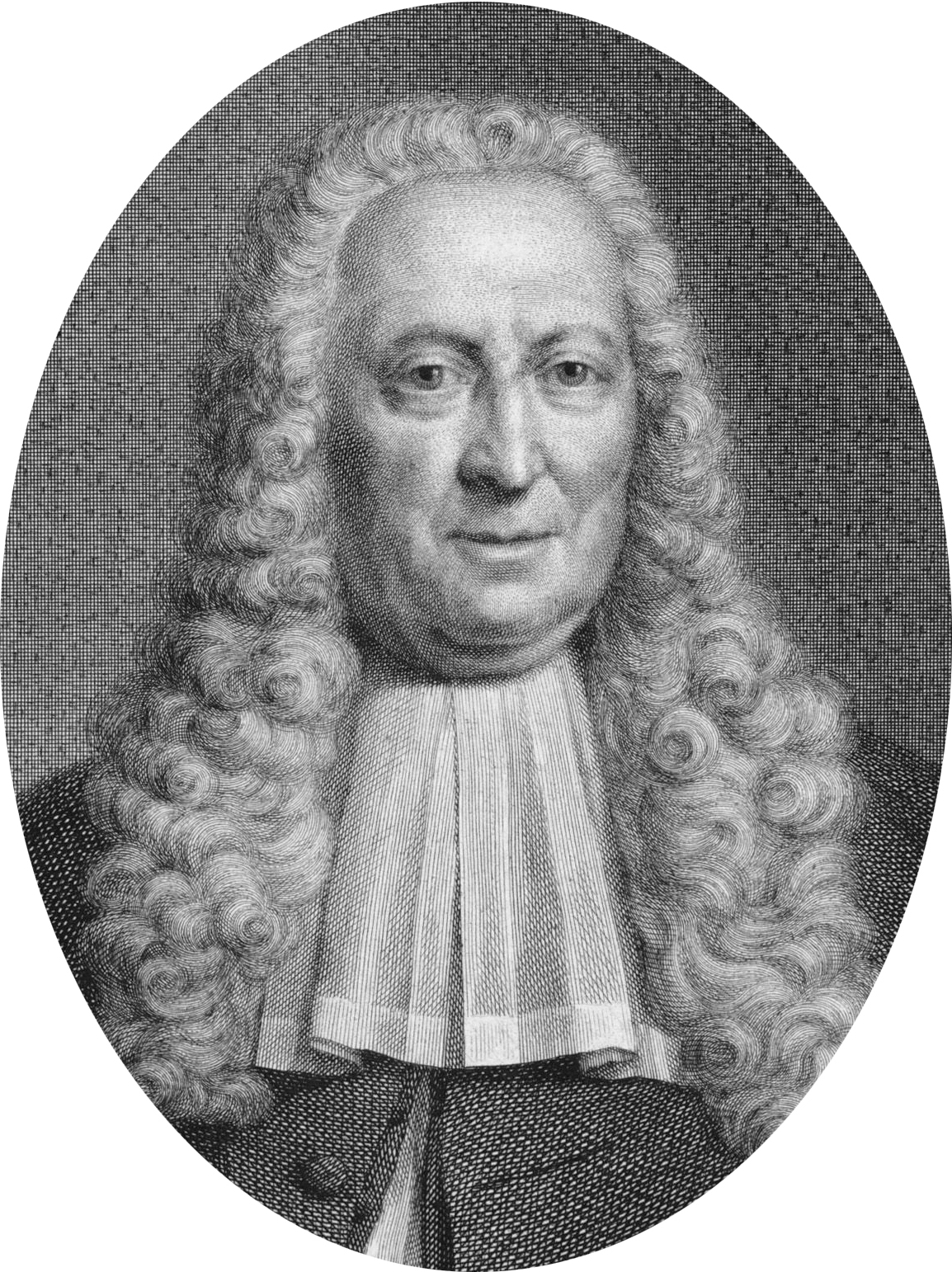
Gerrit Hooft (1758) door Jan Wandelaar

Gerrit Hooft (Amsterdam, 2 mei 1684 − aldaar, 24 november 1767) was commissaris van de Bank van Lening, schepen, bewindhebber van de West-Indische Compagnie 1709-1716, directeur van de Sociëteit van Suriname (1710-1716), raad in de Admiraliteit van Amsterdam in 1756-1757, commissaris van de Hortus Botanicus Amsterdam en zeven maal burgemeester in de periode 1752-1767. Hij was een lid van het Amsterdamse regentengeslacht Hooft. 

## Biografie
Gerrit Hooft  was de zoon van de burgemeester Gerrit Hooft Hendriksz. (1649-1717), een goede vriend van Peter de Grote en de kleinzoon van burgemeester Henrick Hooft. Hij studeerde Rechten in Leiden. In 1704 werd hij advocaat bij het Hof van Holland. In 1707 trouwde hij met Hester Hinlopen, de dochter van Jacob J. Hinlopen. Het echtpaar bewoonde Herengracht 529. Haar broer die 527 in eigendom had, verhuurde de woning in 1717 aan de tsaar, die naar verluidt het pand volledig uitwoonde. Het echtpaar vertrok met vier kinderen naar de overkant, Herengracht 500, dat zij had geërfd in 1753 van Machtilda Wijbrants, alsmede een aantal schilderijen. Het pand werd verbouwd en in de gevel is een alliantiewapen aangebracht. In januari 1754 verdronken twee paarden toen zijn koets in het water gleed. 

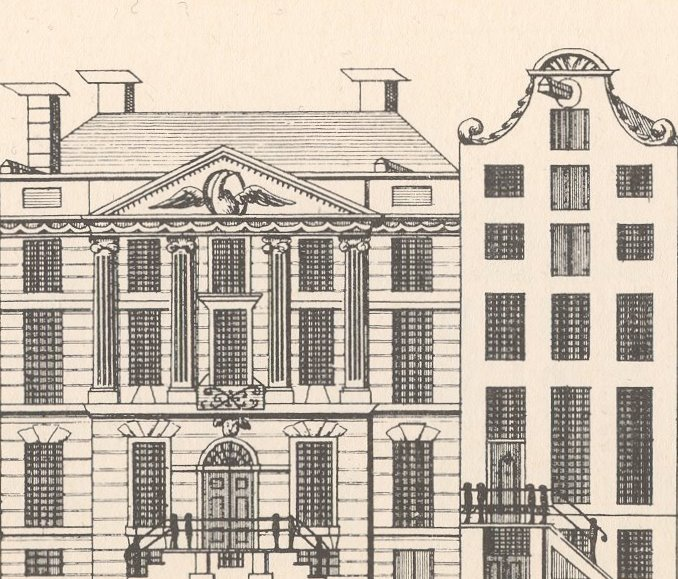
Herengracht 527 en 529

Zijn Gouden Bruiloft in 1757 is uitgebreid beschreven. Er was een tafeldecoratie gemaakt van Surinaamse suiker! Het suikerwerkstuk was tien voet lang, drie voet breed en zeven voet hoog. Toen het stuk op tafel werd gezet weergalmde de lucht van een algemeen gejuich, zowel van de bruiloftsgasten als van toeschouwers buiten het Herenlogement. Het kunstwerk werd niet direct opgegeten, maar stond de dagen na het feest nog ter bezichtiging bij de confiturier Kok. Bovendien is er een penning geslagen.
Jacob Bicker Raye beschreef hem na zijn overlijden als: ‘sijnde geweest een Heer, die om sijn vriendelijke en menslievende burgerlijke hoedanigheden seer bemint was, en laat dus een seer goede naam, konsiderabele schatten en vermogens naar’.

## Gerrit Hooft, Gerritsz.
Zijn zoon Gerrit trouwde met een dochter van Jonas Witsen, erfgenaam van drie plantages in Suriname: suikerplantage Waterland en de houtplantages Surimombo en Palmeneribo. Ook Hooft junior was burgemeester. Zijn gedichten zijn uitgegeven onder de titel: "Gerardi Hooft Junioris, Civitatis Amstelaedam. abactis, Poëmala" edita ab Hieronymo de Bosch. Amstelaedami Apud Caesarem Natalem Guerin, 1770. Zijn zuster Constantia trouwde met een zoon van Jonas Witsen. De drie bovengenoemde plantagegronden, alsmede koffieplantage  Adrichem zijn in 1770 verkocht door de familie Hooft voor 630.000 gulden.